# Халфан Мубарак
Халфан Мубарак Халфан Обаїд Алріззі аль-Шамсі (араб. خلفان مبارك خلفان عبيد الرزي الشامسي, нар. 9 травня 1995, Аджман) — еміратський футболіст, півзахисник клубу «Аль-Джазіра» та національної збірної ОАЕ.

## Клубна кар'єра
Народився 9 травня 1995 року. З 6 років займався в академії клубу «Аджман», з якої перебрався до «Аль-Аглі» (Дубай). У цій команді і дебютував на дорослому рівні, зігравши один матч у чемпіонаті ОАЕ сезону 2012/13.
12 липня 2013 року став гравцем «Аль-Джазіри». З командою виграв чемпіонат і Кубок Президента ОАЕ. Як чемпіон, поїхав з командою на домашній клубний чемпіонат світу 2017 року, на якому забив гол у матчі за 3-тє місце, втім його команда поступилась розгромно мексиканській «Пачуці» з рахунком 1:4 і не здобула медалей. Станом на 31 грудня 2018 року відіграв за команду з Абу-Дабі 79 матчів в національному чемпіонаті.

## Виступи за збірні
Протягом 2014—2016 років залучався до складу молодіжної збірної ОАЕ. На молодіжному рівні зіграв у 6 офіційних матчах, забив 1 гол.
2016 року дебютував в офіційних матчах у складі національної збірної ОАЕ.
У складі збірної був учасником кубка Азії з футболу 2019 року в ОАЕ. На турнірі 10 січня 2019 року забив свій перший гол за збірну, відзначившись у матчі групового етапу проти Індії.

## Досягнення
- Чемпіон ОАЕ: 2016-17, 2020-21
- Володар Кубка Президента ОАЕ: 2012-13, 2015-16
- Володар Суперкубка ОАЕ: 2021

| Дата       | Місто    | Господарі | Результат | Гості   | Турнір                     | Голи | Примітки |
| ---------- | -------- | --------- | --------- | ------- | -------------------------- | ---- | -------- |
| 05-01-2019 | Абу-Дабі | ОАЕ       | 1 – 1     | Бахрейн | Кубок Азії 2019 - 1-й етап | -    | 54'      |
| 10-01-2019 | Абу-Дабі | Індія     | 0 – 2     | ОАЕ     | Кубок Азії 2019 - 1-й етап | 1    | 85'      |
| Усього     |          | Матчів    | 2         |         | Голів                      | 1    |          |